# Saleme Buenanueva
Saleme Mariam Buenanueva (* 23. September 2002) ist eine argentinische Leichtathletin, die sich auf den Siebenkampf spezialisiert hat und auch im Sprint an den Start geht.

## Sportliche Laufbahn
Erste internationale Erfahrungen sammelte Saleme Buenanueva im Jahr 2018, als sie bei den U18-Südamerikameisterschaften in Cuenca mit 4103 Punkten den fünften Platz im Siebenkampf belegte. Im Jahr darauf erreichte sie bei den U20-Südamerikameisterschaften in Cali mit 4475 Punkten Rang sieben und 2021 gewann sie bei den U20-Südamerikameisterschaften in Lima mit 4778 Punkten die Bronzemedaille, ehe sie bei den erstmals ausgetragenen Panamerikanischen Juniorenspielen in Cali mit 4406 Punkten auf den achten Platz gelangte.
2020 wurde Buenanueva argentinische Meisterin im Siebenkampf und 2019 siegte sie in der 4-mal-100-Meter-Staffel.

## Persönliche Bestleistungen
- Siebenkampf: 4778 Punkte, 10. Juli 2021 in Lima